# جون تشارلز ألتمان
جون تشارلز ألتمان (بالإنجليزية: Jon Charles Altman)‏ هو عالم اجتماعي أسترالي، ولد في 8 سبتمبر 1954.